# エクサン・プロヴァンス音楽祭

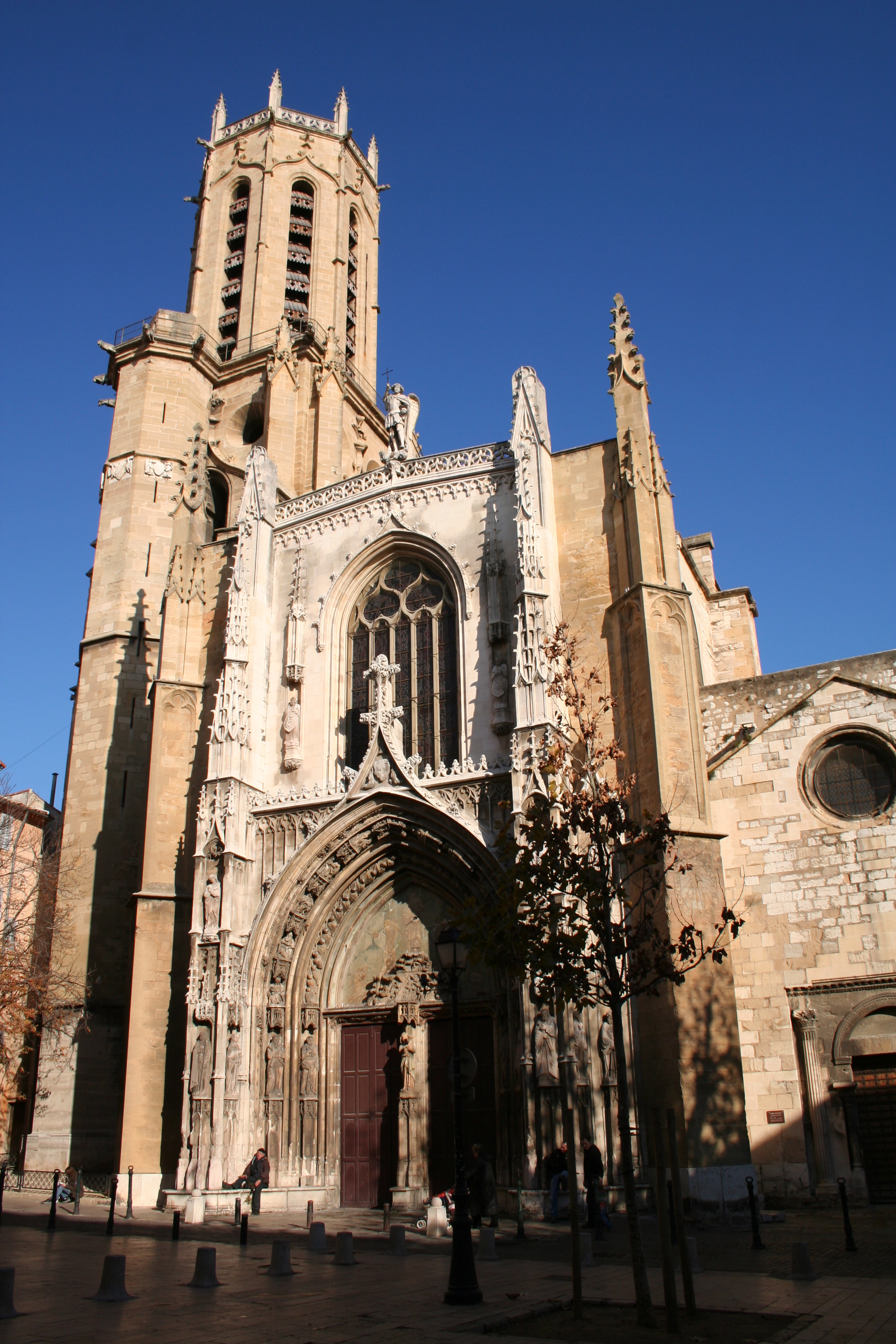
サンソヴール大聖堂

エクサン・プロヴァンス音楽祭（フランス語: Festival international d'art lyrique d'Aix-en-Provence, 90年代中頃より Festival d'Aix-en-Provence 現在はFestival d'Aix と簡略化）は、フランスのエクサン＝プロヴァンスで毎年7月に開催される音楽祭。オペラが中心であるが、管弦楽・室内楽・声楽・独奏のコンサートも行われる。

## 歴史
第1回は1948年に開催され、特設野外劇場であるアルシュヴェシェ劇場で3回か4回、サン＝ソヴール大聖堂で1回、さらに町の各場所で6回の演奏会で開かれた。加えて実質的にフランス人には未知であったヴォルフガング・アマデウス・モーツァルトのオペラ『コジ・ファン・トゥッテ』が上演された。翌1949年には『ドン・ジョヴァンニ』が上演され、成功を収めた。
1974年から1982年まで総監督を務めたベルナール・ルフォールのもとでは、ベルカント・オペラが中心となり、ジョアキーノ・ロッシーニ、ジュゼッペ・ヴェルディ、ガエターノ・ドニゼッティ、ヴィンチェンツォ・ベッリーニらイタリア人のオペラが多く取り上げられた。この時期にはモンセラート・カバリェ、ホセ・カレーラス、マリリン・ホーン、カーティア・リッチャレッリらのベルカント歌手が多数出演した。
1982年にルイ・エルロが総監督になると、レパートリーはパーセル、リュリ、カンプラ、ラモー、ヘンデルのバロック・オペラから、ベンジャミン・ブリテンやセルゲイ・プロコフィエフに至る現代オペラにまで拡大した。エルロはモーツァルトの演出も手がけたが、後期の有名なオペラだけでなく初期のオペラも積極的に取り上げた。この頃から、ジョン・エリオット・ガーディナー、ジャン＝クロード・マルゴワール、ルネ・ヤーコプス、ウィリアム・クリスティ、マルク・ミンコフスキ、クリストフ・ルセらが活躍するようになった。また、ライヴ録音、テレビ中継も本格化された。
1998年に総監督に就任したフランス人インテンダント ステファヌ・リスネールのもと、アルシュヴェシェ劇場の改装がなり、新作オペラの委嘱が行われるようになった。
2007年にベルギーのベルナール･フォクルールが総監督に就任した。

## 主な演奏会場
- アルシュヴェシェ劇場（旧大司教館の中庭）
- プロヴァンス大劇場（2007年完成）
- ジュー・ド・ポム劇場（18世紀の劇場を改装）
- オテル・メニエル・ドゥ・ペドゥの中庭
- サン・ジャン大劇場(屋外)

## 文献
- Alain Gueulette: Le Festival d’Aix-en-Provence. Histoire mythologie, divas, renseignements pratiques. Éditions Sans, Paris 1989, ISBN 2-7107-0438-2